# Libnotes tongana
Libnotes tongana là một loài ruồi trong họ Limoniidae. Chúng phân bố ở miền Australasia.